# Альбертинас, Альбинас
Альбинас Альбертинас (лит. Albinas Albertynas, 28 февраля 1934, Kaupiškiai, Вилкавишкское районное самоуправление — 26 мая 2005) — литовский политик и депутат Сейма.

## Биография
Альбертинас родился 28 февраля 1934 года в крестьянской семье в деревне Кампишкес Вилкавишкского района Литвы. В 1944 году он с семьёй отступил в Германию от приближающегося Восточного фронта, но после войны вернулся на эти земли.
В 1950 году Альбертинас поступил в Каунасский садово-парковый техникум. В 1952 году он был арестован и приговорён к 10 годам лишения свободы за нарушение статьи 58 Уголовного кодекса. Альбертинас вышел на свободу в 1954 году, после смерти Иосифа Сталина, и продолжил учёбу. В 1961 году он начал работать в колхозе Мариямпольского района и проработал там следующие тридцать лет.
С переходом Литвы к независимости Альбертинас начал участвовать в деятельности организации Саюдис.
На выборах 1992 года Альбертинас был избран депутатом Шестого Сейма по одномандатному избирательному округу Юрбаркас (62). Хотя он не был членом какой-либо партии, на выборах его поддержала Демократическая партия труда Литвы.
Альбертинас умер 26 мая 2005 года.